# Puya ugentiana
Puya ugentiana är en gräsväxtart som beskrevs av Lyman Bradford Smith. Puya ugentiana ingår i släktet Puya och familjen Bromeliaceae. Inga underarter finns listade i Catalogue of Life.